# Zarqa
Zarqa o Zarka (en árabe: الزرقاء‎ Al-Zarqāʼ, «la azul») es una ciudad del norte de Jordania. Capital de la gobernación homónima.

## Historia
Es la ciudad más industrializada y segunda más poblada de Jordania, ya que en ella se concentra alrededor del 50% de las fábricas del país. Por esta razón, desde los años 1940 ha sido un foco de atracción de inmigrantes. La mitad de su población la componen palestinos, buena parte de ellos huidos de Cisjordania tras la Guerra de los Seis Días, mientras que otros pertenecen a familias de refugiados procedentes del actual Israel como consecuencia de la Nakba o «gran diáspora palestina» de 1948.

## Descripción
Zarqa está situada a 30 kilómetros al noroeste de Amán, ciudad a la conectaba por una línea del ferrocarril del Hiyaz (1908-20) y formaba parte del construido por los otomanos en 1910 con apoyo técnico de Alemania para unir Turquía con La Meca y que no llegó a terminarse (acababa en Medina). Debido a su actividad económica e industrial y a su cercanía a la primera ciudad del país, Zarqa es objeto de numerosas inversiones en equipamiento y urbanismo, principalmente con capital procedente del golfo Pérsico. Actualmente está en estudio por una empresa española la renovación del viejo ferrocarril entre Amán y Zarqa, por encargo de la sociedad kuwaití que ha obtenido la concesión del gobierno jordano.[cita requerida]
Cruzada por el uadi Zarqa, que nace al sur de Amán y discurre hacia el norte. El río está habitualmente seco aunque excepcionalmente presenta grandes crecidas. El clima es semiárido.

## Personajes ilustres
- Samih al-Qasim (1939), poeta palestino.
- Abu Musab al-Zarqawi (1961), terrorista cuyo apodo, zarqawi, es el gentilicio masculino de Zarqa.

## Demografía
| Gráfica de evolución de Zarqa entre 1928 y 2021 |
|                                                 |